# مدرسه شپالا

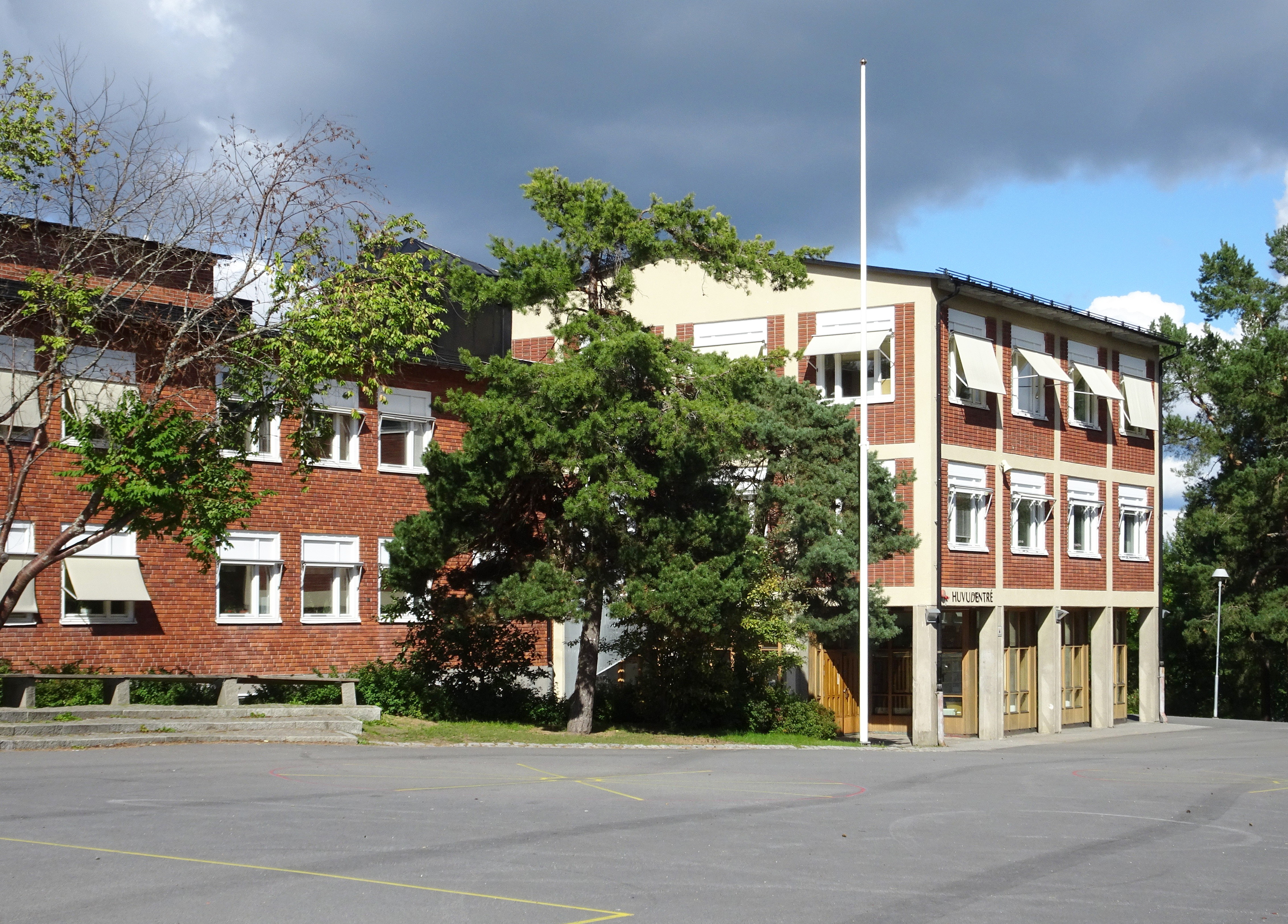
مدرسه شپالا، سپتامبر ۲۰۲۱

مدرسه شپالا (به سوئدی: Käppala skola) یک مدرسه ابتدایی شهری است که در خیابان شیلینگه ۱۳ در بخش شپالا در شهرداری لیدینگو واقع شده‌است. مدرسه شپالا تدریس را از کلاس پیش دبستانی تا سال نهم ارائه می‌دهد.

## زمینه
اولین مدرسه در شپالا در سال ۱۸۷۳ با ابتکار خصوصی توسط عمده‌فروش ادوارد فرانکه افتتاح شد. اولین مدرسه تحت نظارت شهرداری در سال ۱۹۲۱ در هرکولسواگن فعلی ساخته شد. توسط معمار آروید کلستربورگ طراحی شده‌است. این ساختمان شامل چهار کلاس درس بزرگ بود و هیچ وقت مورد بحث طولانی قرار نگرفت. برخی از فعالیت‌های مدرسه تا سال ۱۹۷۰ ادامه داشت.

## ساختمان

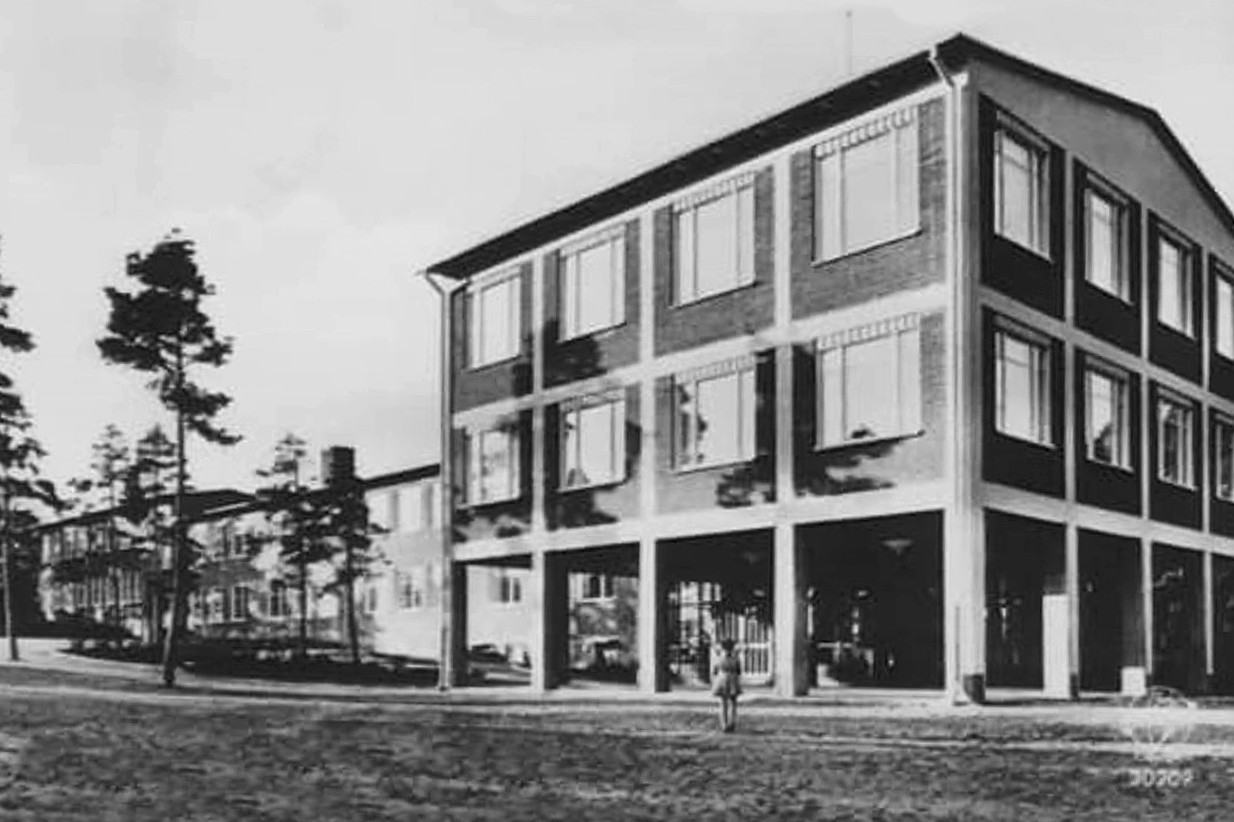
مدرسه شپالا ۱۹۵۴

مدرسه فعلی شپالا در چند مرحله ساخته شد. اولین مورد توسط معمار توره آکسن طراحی شد و تا پایان فصل پاییز سال ۱۹۵۴ آماده استفاده شد. آکسن در لیدینگو زندگی می‌کرد و اغلب به عنوان معمار برای ساختمان‌های مدرسه استخدام می‌شد.
آکسن مدرسه را در معماری معمولی و ساده طراحی کرد که به خوبی با طبیعت محل با رخنمون‌های صخره ای و کاج‌های بلند ترکیب می‌شود. این مرکز از چندین ساختمان تشکیل شده‌است. ساختمان اصلی دارای سه طبقه است و شامل اتاق موضوع، اتاق اعزام و غذاخوری و همچنین آشپزخانه مدرسه است. از آنجا، چندین بال کلاس در دو طبقه گسترش یافته‌است.
جنس نما از آجر قرمز تشکیل شده‌است که توسط زنگ مدرسه با قاب آجری برجسته شده‌است. تزئینات هنری شامل مجسمه برنز لارس اندرسون «گوزن» است که در سال ۱۹۶۲ در حیاط مدرسه نصب شد. امروزه، این مرکز شامل شش ساختمان (خانه A - E) با عملکردهای مختلف است که از جمله آنها می‌توان به خانه A(ساختمان اصلی)، خانه C (ورزش)، خانه D (خانه صنایع دستی)، خانه E (فرهنگ) و خانه F (پیش دبستانی) اشاره کرد. کلاس‌ها).

## امکانات
مدرسه شپالا یک مدرسه به اصطلاح اف-۹ است که در سال ۲۰۱۹ توسط حدود ۶۰۰ دانش آموز از کلاس پیش دبستانی تا کلاس ۹ بازدید کردند. در مدرسه سالن بدنسازی شپالا وجود دارد که برای انواع مختلف ورزش‌های داخل سالن مناسب است. بسکتبال، والیبال، هندبال، فلوربال، بدمینتون، تنیس، ژیمناستیک و فوتبال. ابعاد سالن ۴۰*۲۰ متر و ارتفاع سقف داخلی ۷ متر است. زمین فوتبال مدرسه شپالا با چمن مصنوعی است.

## نگارخانه

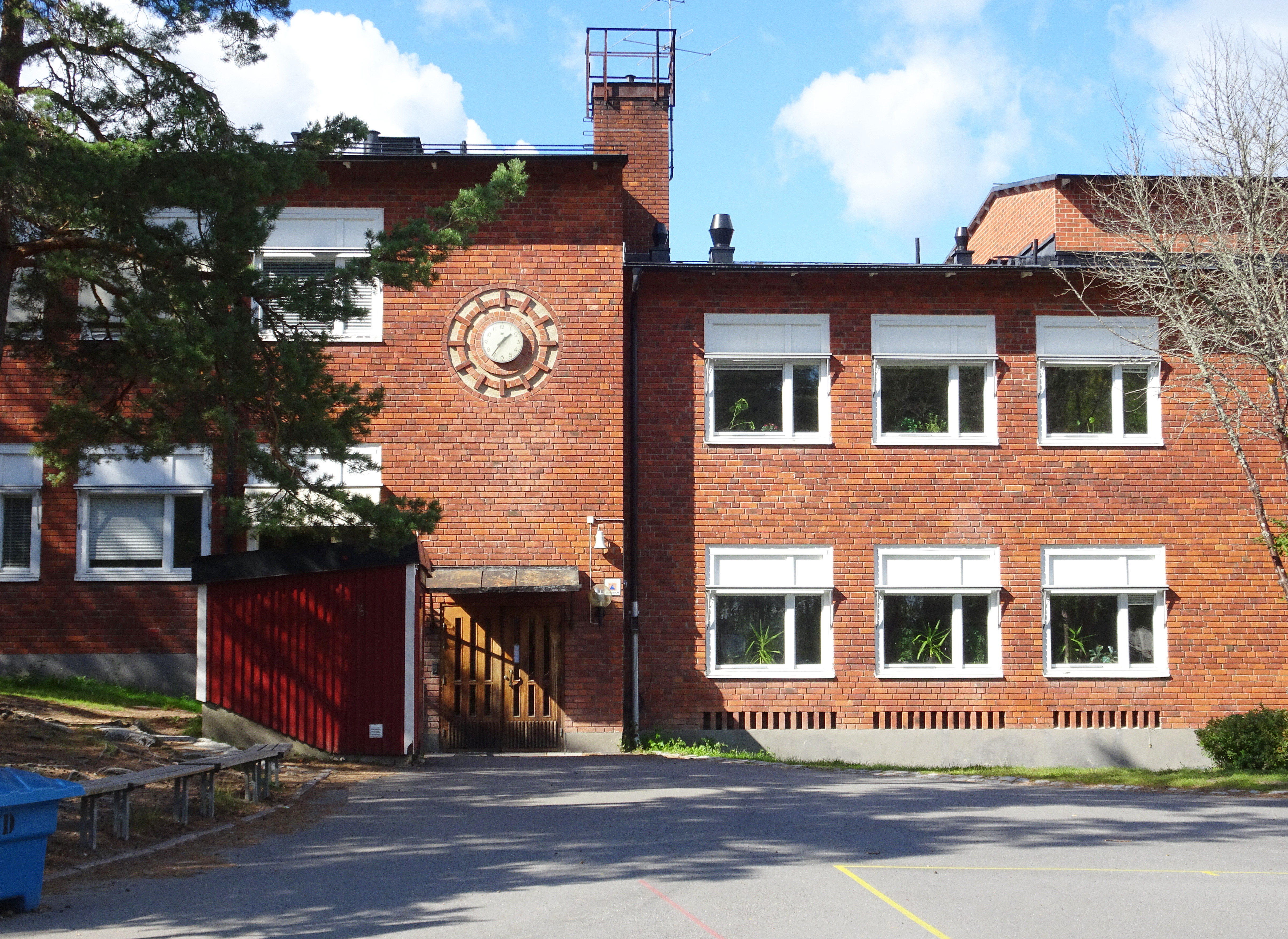

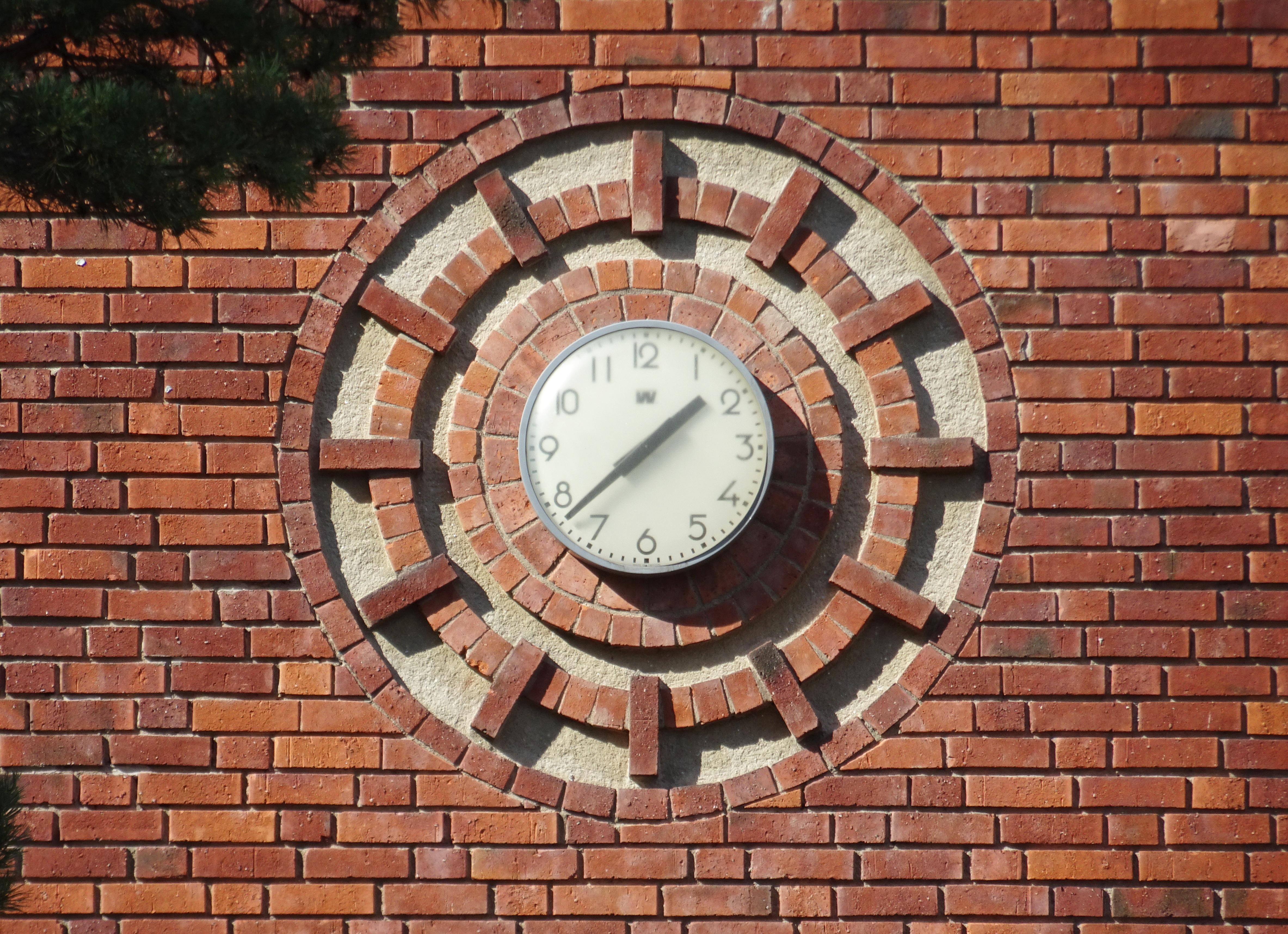

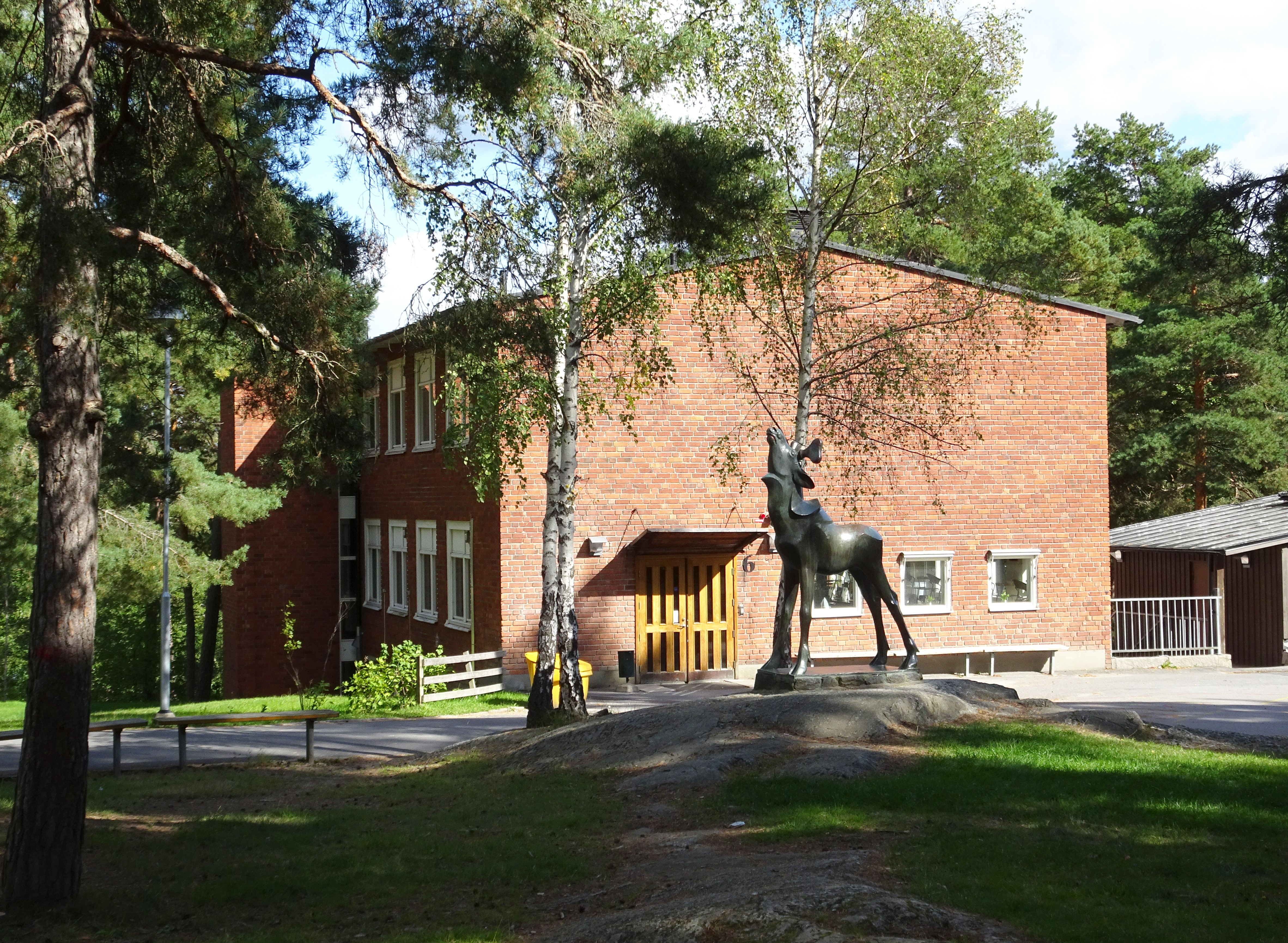

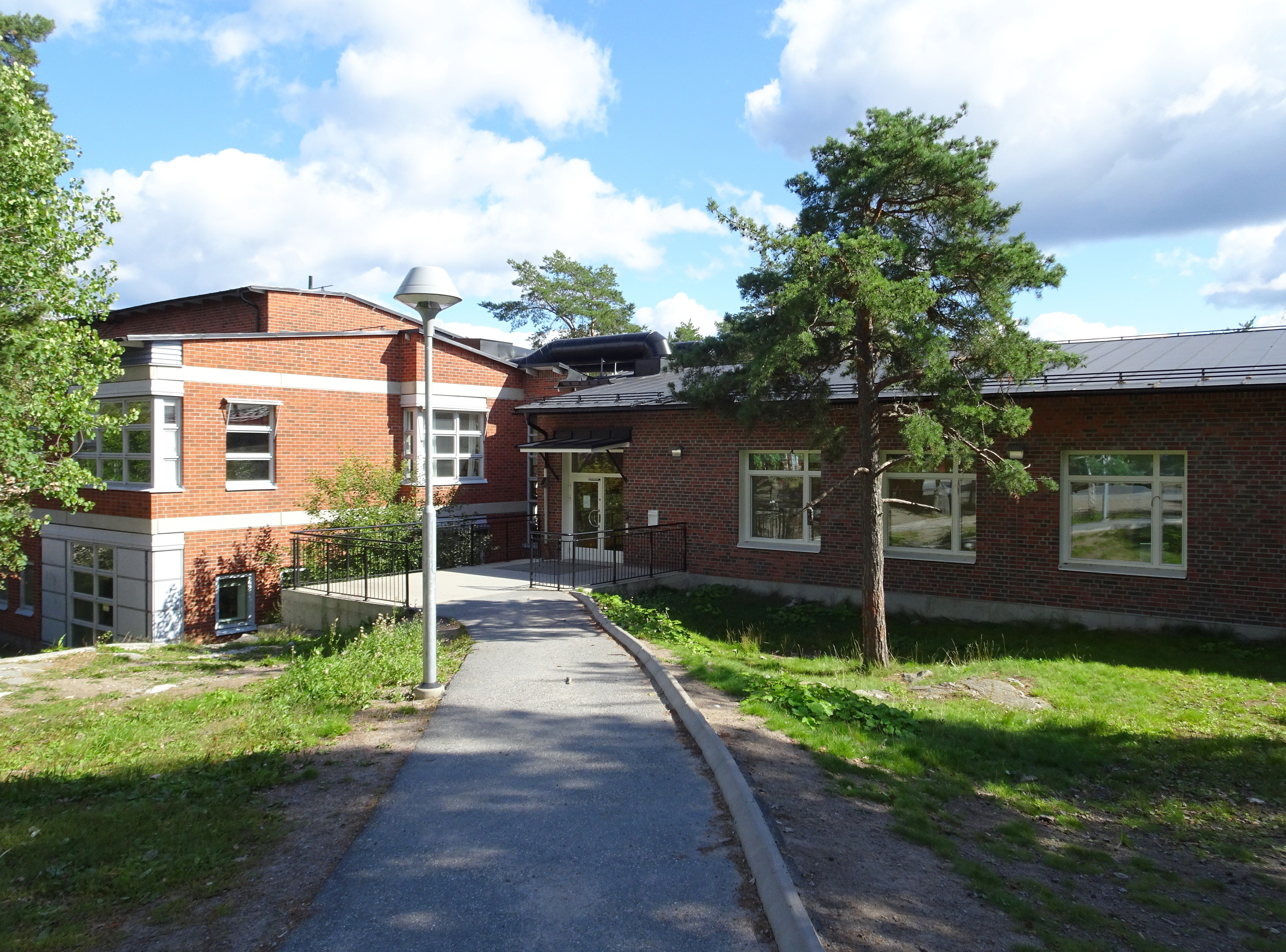